# 中国驻圣克鲁斯总领事馆
中华人民共和国驻圣克鲁斯总领事馆（西班牙語：Consulado General de la República Popular China en Santa Cruz），简称中国驻圣克鲁斯总领事馆，是中华人民共和国派驻玻利维亚圣克鲁斯省圣克鲁斯-德拉谢拉的最高级别外交机构。领区包括圣克鲁斯省。